# Latvius
Latvius — вимерлий рід доісторичних саркоптеригових або лопастеперих риб.